# Посада Заршинська
Посада Заршинська (пол. Posada Zarszyńska) — село в Польщі, у гміні Заршин Сяноцького повіту Підкарпатського воєводства. Розташоване на Лемківщині, у середньому Бескиді. Населення — 970 осіб (2011).

## Географія
Розташоване на державній дорозі № 28, у мальовничій долині річки Пельниця, за 1 км на південь від села Заршин, за 15 км на захід від міста Сянок та за 50 км на південь від міста Ряшів.

## Історія місцевості
Село знаходилось у смузі лемківських сіл на межі з Малопольщею і тому піддавалось латинізації та полонізації. У 1340-1772 рр. село входило до складу Сяноцької землі Руського воєводства Речі Посполитої. З 1772 до 1918 року село входило до складу Сяніцького повіту Королівства Галичини та Володимирії монархії Габсбургів (з 1867 року Австро-Угорщини).
У 1886 р. в селі були водяний млин, цегельня, 109 будинків і 586 мешканців (3 грекокатолики, 571 римокатолик і 12 протестантів), а на землях фільварку — 5 будинків і 90 мешканців (2 грекокатолики і 88 римокатоликів).
У міжвоєнний час село входило до Сяніцького повіту Львівського воєводства.
Грекокатолики села належали до парафії Новосільці (з 1930 р. — Буківського деканату), метричні книги велися з 1784 р.
У 1975-1998 роках село належало до Кросненського воєводства.

## Демографія
Демографічна структура станом на 31 березня 2011 року:
|          | Загалом | Допрацездатний вік | Працездатний вік | Постпрацездатний вік |
| -------- | ------- | ------------------ | ---------------- | -------------------- |
| Чоловіки | 444     | 81                 | 316              | 47                   |
| Жінки    | 526     | 102                | 287              | 137                  |
| Разом    | 970     | 183                | 603              | 184                  |